# Monimopetalum chinense
Monimopetalum chinense är en benvedsväxtart som beskrevs av Alfred Rehder. Monimopetalum chinense ingår i släktet Monimopetalum och familjen Celastraceae. Inga underarter finns listade.